# Jiao, Tongling
Jiao  är ett stadsdistrikt i Tonglings stad på prefekturnivå  i provinsen Anhui i östra Kina.
Jiao är indelat i två stadsdelsdistrikt, fem köpingar, en socken och två administrativa enheter på sockennivå.
Stadsdelsdistrikt (jiedao):

- Ankuang Banshichu (安矿办事处街道)
- Qiaonan Banshichu (桥南办事处街道)

Köpingar (zhen):

- Chenyaohu (陈瑶湖镇)
- Datong (大通镇)
- Laozhou (老洲镇)
- Tongshan (铜山镇)
- Zhoutan (周潭镇)

Socknar (xiang):

- Huihe (灰河乡)

Områden på sockennivå:
- Daqiao Jingji Kaifaqu ekonomisk utvecklingszon (大桥经济开发区)
- Liangkuangyi Gongsi Zhuanguanban gruvor (两矿一公司专管办)